# Sojaböna
Sojabönan (Glycine max) är en växt som tillhör familjen ärtväxter och härstammar från Östasien. Som en följd av att sojabönan marknadsförts hårt har den, de senaste decennierna, kommit att ersätta flera lokala grödor över hela världen. Odling av sojabönor är en av de viktigare orsakerna till avverkning av regnskog i tropiska utvecklingsländer. Sojabönan är numera framför allt ett vanligt foder för djuren inom livsmedelsindustrin.

## Användning
Sojabönan är allmänt odlad för sina ätbara bönor, som har många användningsområden. Den innehåller cirka 39 % protein och 17 % olja. Det höga oljeinnehållet gör att sojabönan kan klassas som en oljeväxt. Sojabönans höga proteinhalt har gjort den till en viktig del av kosten i många asiatiska länder; ofta i form av sojamjölk eller tofu, men i dag används sojabönan framför allt som kraftfoder till djuren inom livsmedelsindustrin.
Proteinet från sojabönan, också kallat sojaprotein, är ett vegetabiliskt protein. Det äts av vegetarianer/veganer och kroppsbyggare som ersättning för animaliskt kött. Sojaprotein finns i olika former, till exempel pulver (för att göra proteinhaltiga drycker med) men också i den form som kallas sojakött.
Sojakött är en avfettad sojamjölprodukt. Det finns i många olika former, till exempel granulat (färs), strimlor, grytbitar, filéer och biffar. Sojakött har neutral smak och kan smaksättas efter eget tycke. Sojakött innehåller protein, mineraler, fibrer och är fritt från kolesterol.
I USA och Storbritannien är det vanligt förekommande i storköksproduktion som ett billigt sätt att dryga ut köttbaserade rätter.
I traditionell ojäst mat gjord av sojabönor ingår sojamjölk, som tofu tillverkas av. Exempel på fermenterad soja är sojasås, fermenterad bönpasta, nattō och tempeh.
Sojabönor innehåller betydande mängder fytinsyra, mineral och B-vitaminer. Vegetabilisk sojaolja, som används i livsmedel och industriella tillämpningar, är en annan produkt. Sojabönor är den viktigaste proteinkällan för boskap (som i sin tur ger animaliskt protein för mänsklig konsumtion).

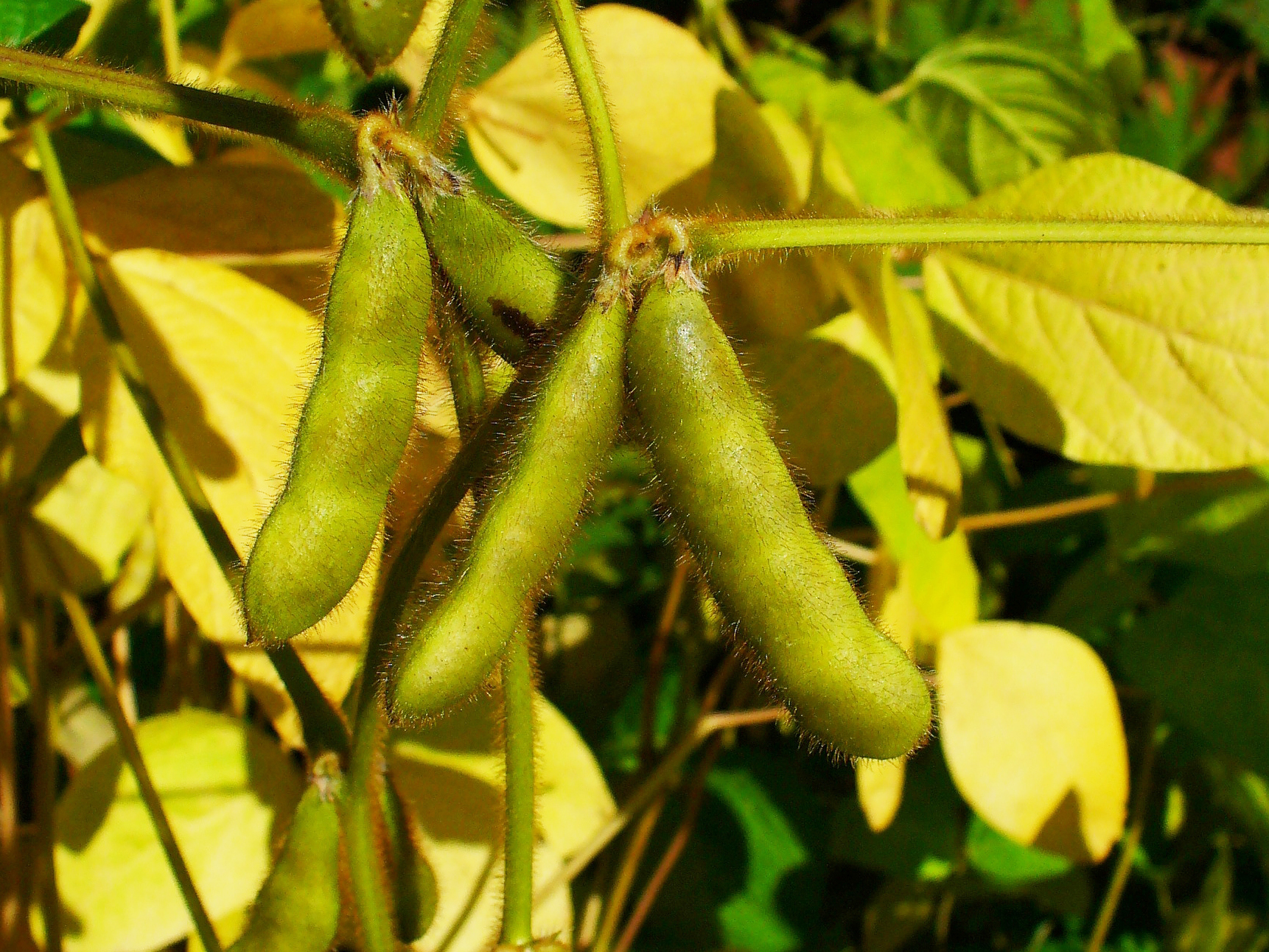
Sojabönor

## Växtens egenskaper

### Växtsätt
Sojabönan är en annuell växt och varierar stort i hur den växer och hur stor den blir. Sojabönan kan växa liggande på marken och i sådana fall inte nå högre än 20 centimeter. Den kan också växa upprätt och bli upp mot 2 meter hög.

### Utseende
Skidorna, stammarna och bladen är bruna eller gråa och ludna. Bladen är delade i småblad, vanligen 3 men även 5 småblad förekommer. Dessa småblad är 6–15 centimeter långa och 2–7 centimeter breda. Bladen faller innan bönorna mognar. De vita eller lila blommorna är små och oansenliga; de är självfertila och bärs vid bladskaftets rot. Frukten är en luden skida som växer i grupper om 3–5 stycken. Varje skida är 3–8 centimeter lång och innehåller vanligen 2-4 bönor. Dessa bönor är 5–11 millimeter i diameter. Sojabönor kan vara svarta, bruna, blå, gula, gröna och fläckiga.

### Motståndskraft
Skalet på den mogna bönan är hårt, vattentåligt och skyddar hjärtbladen och hypokotylen (eller "groddar") mot skador. Om fröskalet är sprucket kommer fröet inte att gro. Ärret, som är synligt på fröskalet, kallas hilum (färgerna inkluderar svart, brunt, grått och gult) och i ena änden av hilum finns mikropylen, eller den lilla öppningen i fröskalet som kan tillåta absorption av vatten för groning.
Vissa frön av sojabönor som innehåller mycket höga nivåer av protein kan genomgå uttorkning, men överleva och återupplivas efter vattenabsorption. A. Carl Leopold började studera denna förmåga vid Boyce Thompson Institute for Plant Research vid Cornell University i mitten av 1980-talet. Han fann att sojabönor och majs har en rad lösliga kolhydrater som skyddar fröets celler. Han fick i början av 1990 patent på tekniker för att skydda biologiska membran och proteiner i torrt tillstånd.

### Kvävefixerande förmåga
Liksom många baljväxter kan sojabönor fixera atmosfäriskt kväve, på grund av närvaron av symbiotiska bakterier från Rhizobia-gruppen.

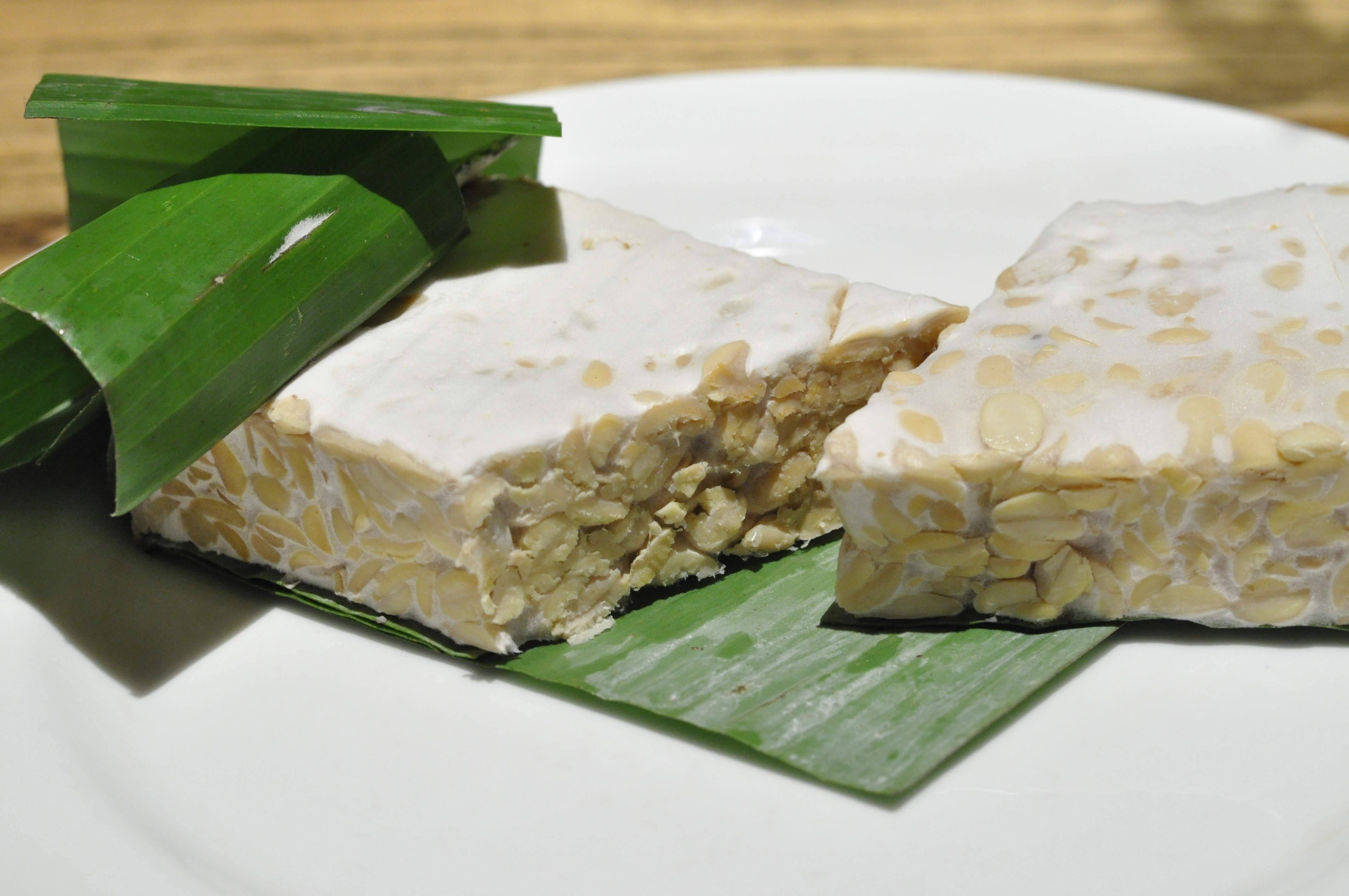
Tempeh, kaka av fermenterade sojabönor

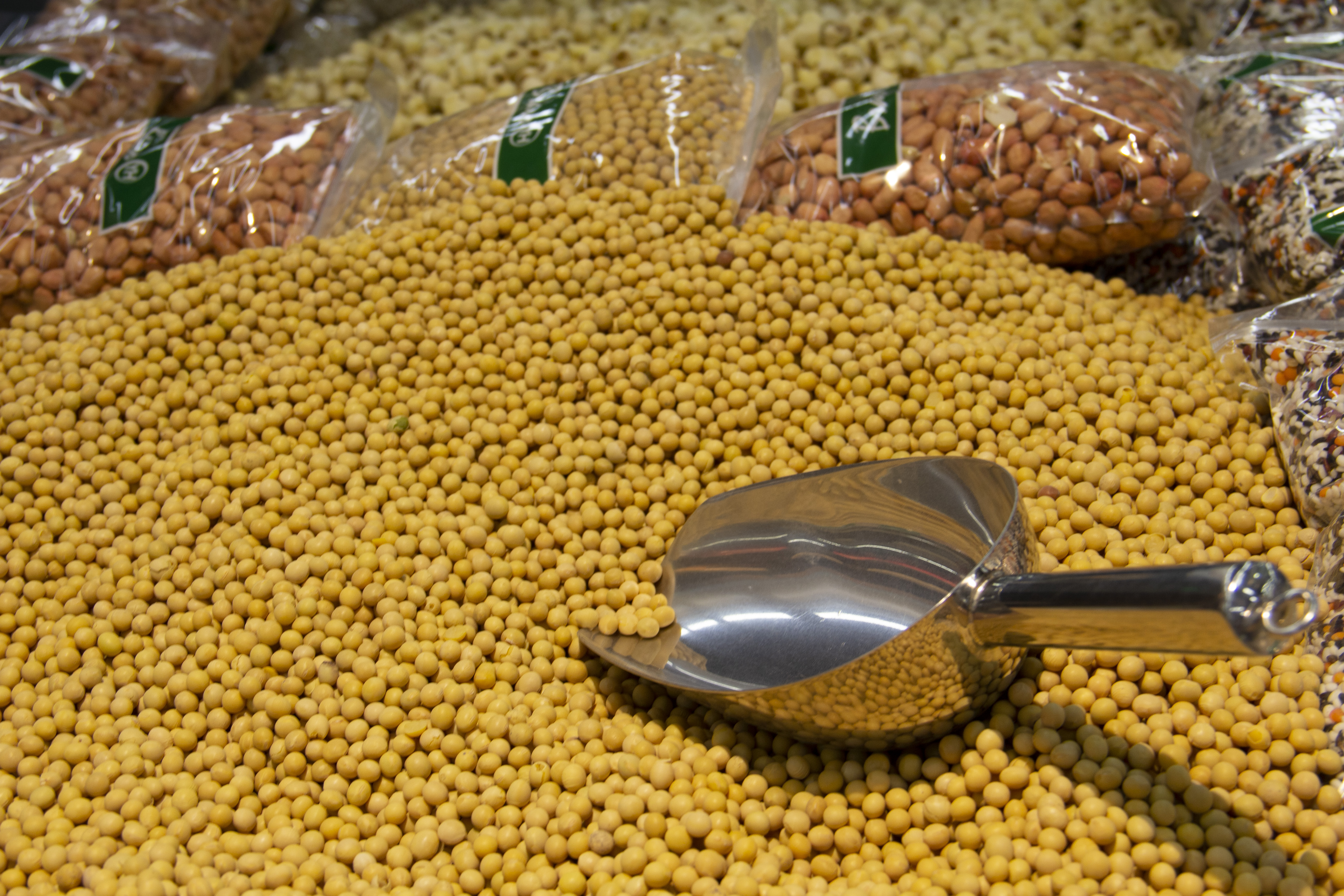
Sojabönor på en stormarknad i Kina

### Protein
Det mesta av sojaproteinet är relativt värmestabilt. Denna värmestabilitet gör det möjligt att tillverka sojaprodukter som kräver tillagning vid hög temperatur, såsom tofu, sojamjölk och texturerat vegetabiliskt protein (sojamjöl). Sojaprotein är i huvudsak identiskt med proteinet från andra baljväxtfrön och baljväxter.
Soja är en bra proteinkälla för vegetarianer och veganer eller för människor som vill minska den mängd kött de äter, enligt U.S. Food and Drug Administration:
Sojaproteinprodukter kan vara bra substitut för animaliska produkter eftersom soja, till skillnad från vissa andra bönor, erbjuder en "fullständig" proteinprofil. ... Sojaproteinprodukter kan ersätta animaliska livsmedel – som också har kompletta proteiner men tenderar att innehålla mer fett, särskilt mättat fett – utan att kräva större justeringar någon annanstans i kosten.
Protein Digestibility Corrected Amino Acid Score (PDCAAS) för sojaprotein är den näringsmässiga motsvarigheten till kött, ägg och kasein för människors tillväxt och hälsa. Sojabönsproteinisolat har ett biologiskt värde på 74, hela sojabönor 96, sojabönmjölk 91 och ägg 97.
Alla spermatofyter, förutom gräs/spannmålsfamiljen, innehåller 7S (vicilin) och 11S (legumin) sojaproteinliknande globulinlagringsproteiner; eller bara ett av dessa globulinproteiner. S betecknar Svedberg, sedimentationskoefficienter. Havre och ris är anomala eftersom de också innehåller en majoritet av sojabönliknande protein.[-29] Kakao, till exempel, innehåller 7S globulin, som bidrar till kakao/choklad smak och arom,
Vicilin- och baljväxtproteiner tillhör superfamiljen cupin, en stor familj av funktionellt olika proteiner som har ett gemensamt ursprung och vars utveckling kan följas från bakterier till eukaryoter inklusive djur och högre växter.
 medan kaffebönor (kaffesump) innehåller 11S globulin som är det som avgör kaffets arom och smak.

## Systematik
Sojabönan (Glycine max) är en art av baljväxter kommer ursprungligen från Östasien. 
I likhet med majs och andra grödor som länge odlats av människan går det inte längre att med säkerhet fastställa dess släktskap med naturligt förekommande arter. Det antas dock att dess förfader var Glycine soja, en vild sojaböna.

## Miljöfrågor
Trots amazonområdets "sojamoratorium" fortsätter sojaproduktionen att spela en betydande roll i avskogningen när dess indirekta effekter beaktas, eftersom mark som används för att odla sojabönor fortsätter att öka. Denna mark kommer antingen från betesmarker (som alltmer ersätter skogsområden), eller områden utanför Amazonas som inte omfattas av moratoriet, såsom Cerrado-regionen. Ungefär en femtedel av avskogningen kan hänföras till ökad markanvändning för att producera oljeväxter, främst för soja och palmolja, medan expansionen av nötköttsproduktionen står för 41 %. Den främsta drivkraften bakom avskogningen är den globala efterfrågan på nötkött, som i sin tur kräver enorma landområden för att odla fodergrödor för boskap. Omkring 80 % av den globala sojaskörden används för att utfodra boskap.

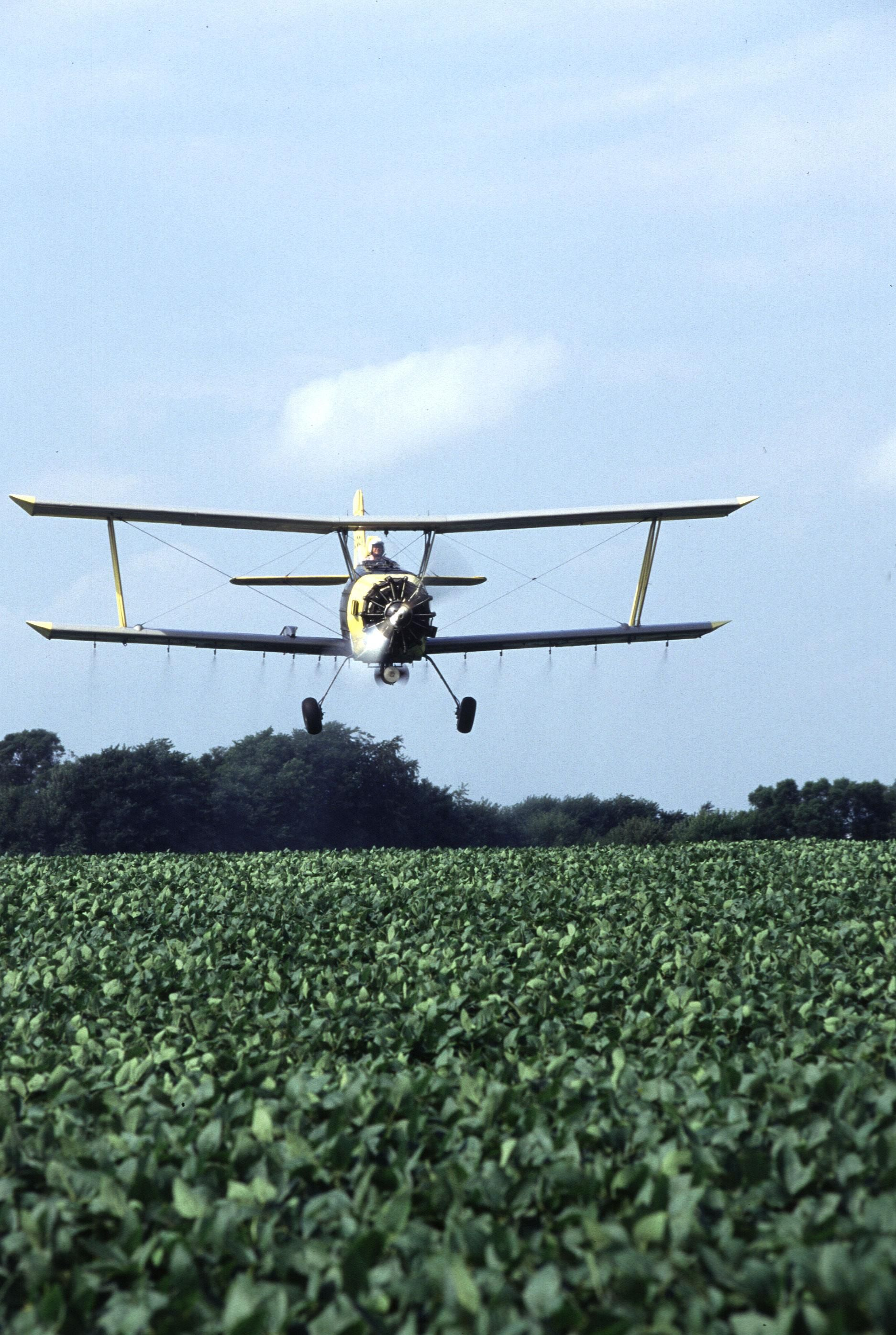
Flygbesprutning av ett sojabönsfält i USA

## Produktion

Produktion av sojabönor (2018)

2019 var världsproduktionen av sojabönor över 334 miljoner ton, varav mest från Brasilien och USA kombinerat med 63 % av den totala (tabell). Produktionen har ökat drastiskt över hela världen sedan 1960-talet, men särskilt i Sydamerika, eftersom en variant som växte bra på låga breddgrader utvecklades på 1980-talet. Den snabba ökningen av sojabönodling har framför allt drivits på av stora ökningar av den globala efterfrågan på köttprodukter, särskilt i utvecklingsländer som Kina, som ensamt står för mer än 60 % av importen.

## Världsproduktion
| Placering                                       | Land      | Produktion (ton) |
| ----------------------------------------------- | --------- | ---------------- |
| 1                                               | USA       | 123 664 230      |
| 2                                               | Brasilien | 117 887 672      |
| 3                                               | Argentina | 37 787 927       |
| 4                                               | Kina      | 14 189 217       |
| 5                                               | Indien    | 13 786 000       |
| 6                                               | Paraguay  | 11 045 971       |
| 7                                               | Kanada    | 7 266 600        |
| 8                                               | Ukraina   | 4 460 770        |
| 9                                               | Ryssland  | 4 026 850        |
| 10                                              | Bolivia   | 2 942 131        |
| Källa: UN Food & Agriculture Organisation (FAO) |           |                  |

### Edamame
Edamamebönor är gröna japanska sojabönor. De växer i skidor likt skärbönor. Ordet edamame (枝豆) betyder ungefär bönor på kvist. I Östasien har edamame skördats i över två tusen år och varit en av de viktigaste proteinkällorna. Edamame används som snacks, i soppor, i vegetariska rätter eller som godis. Bönorna skalas före intag.

## Näring

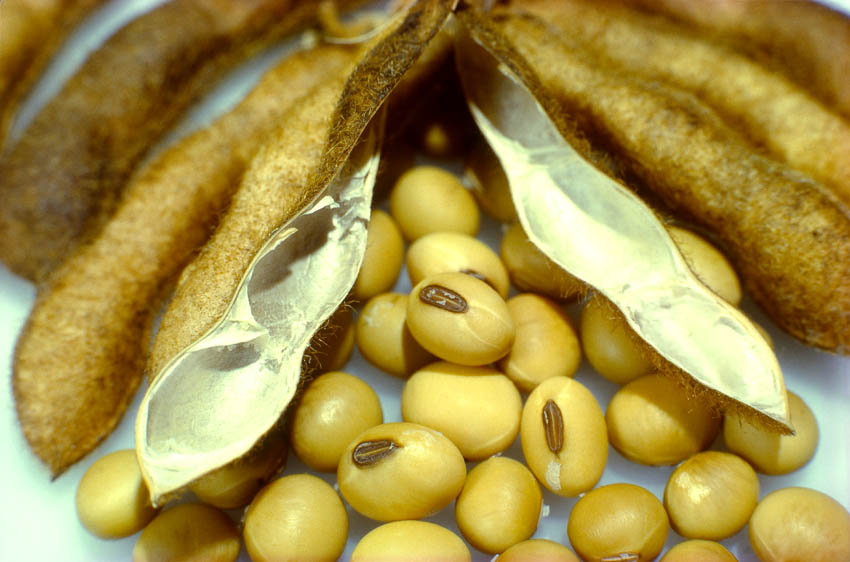
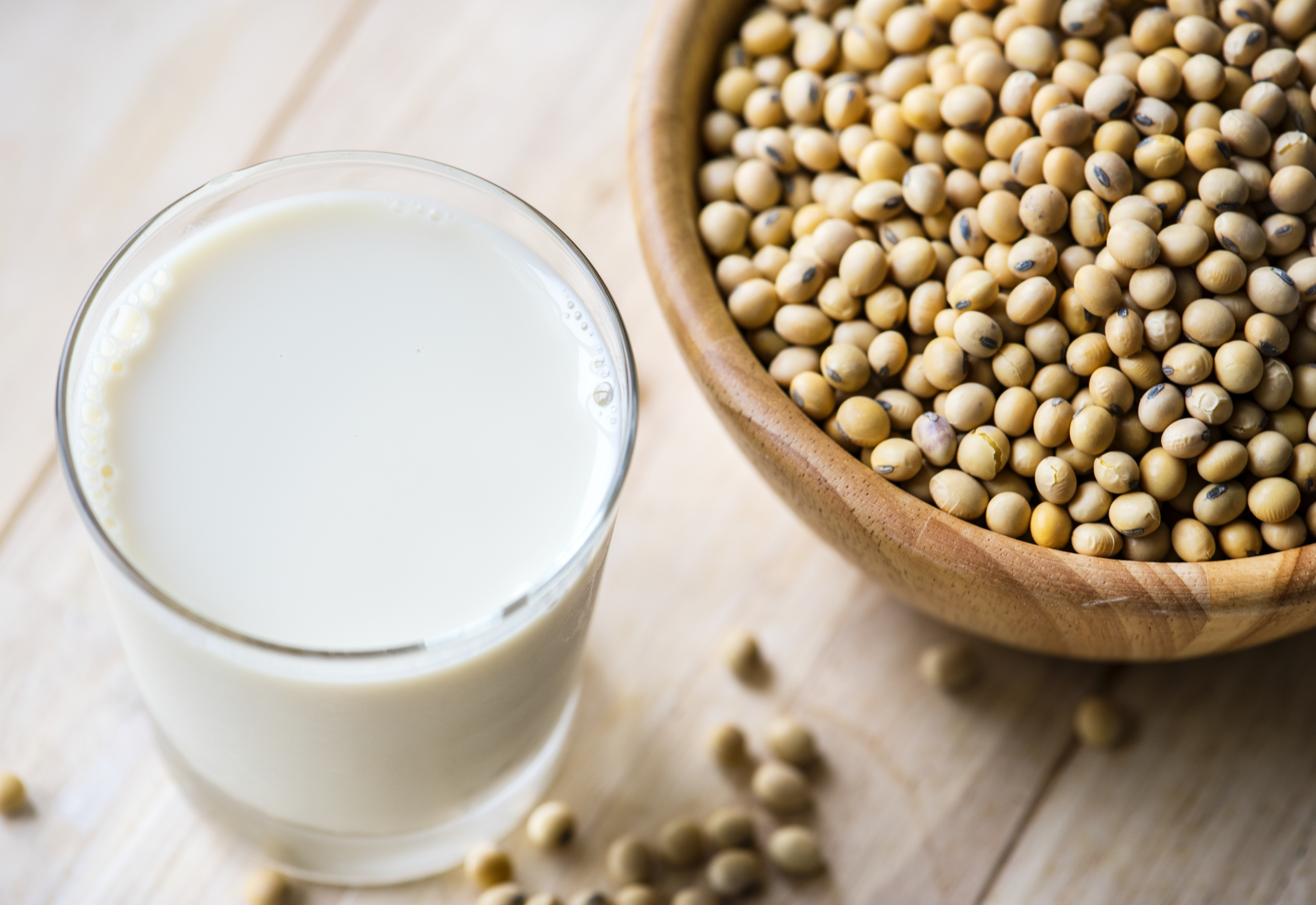
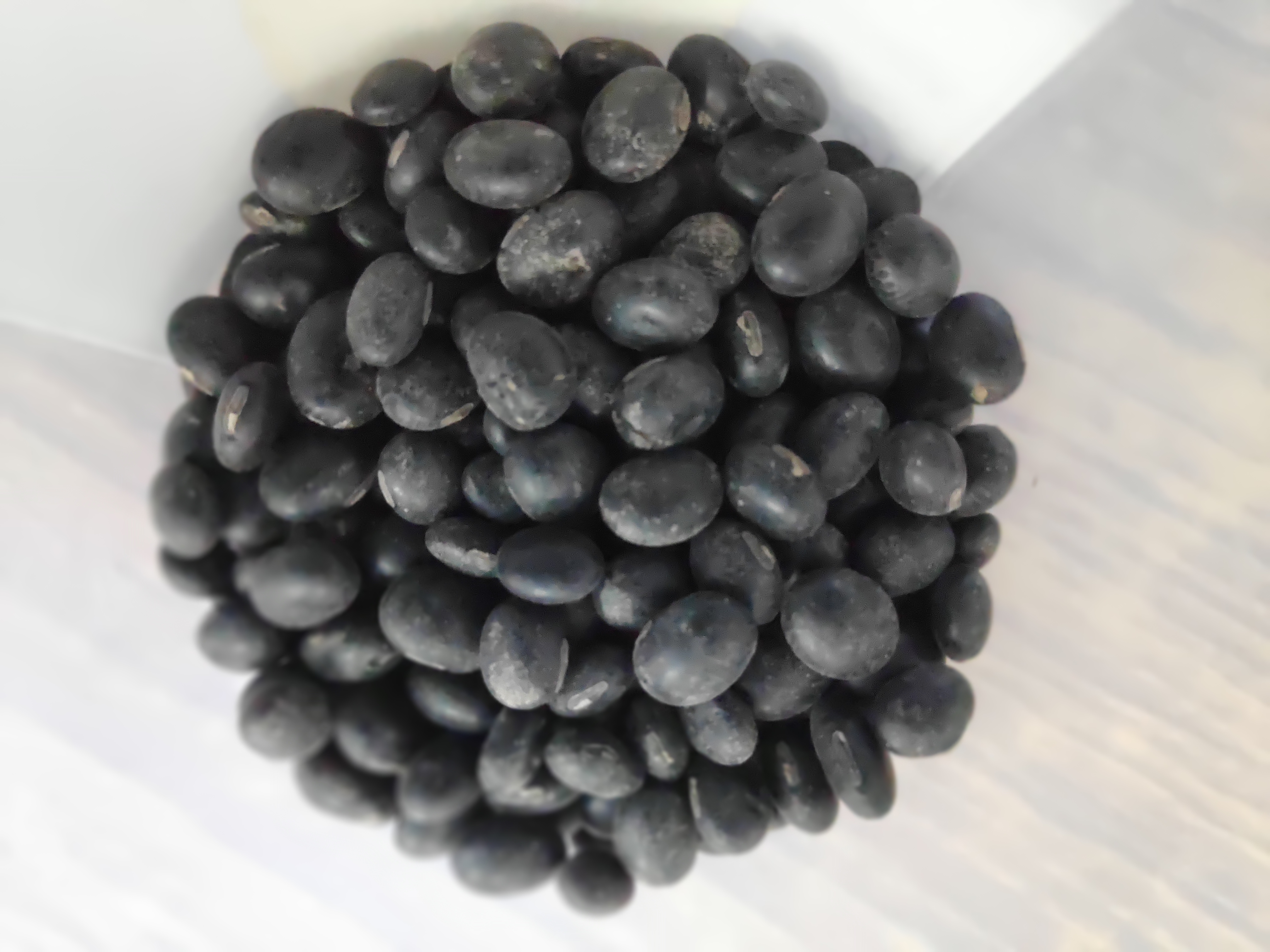
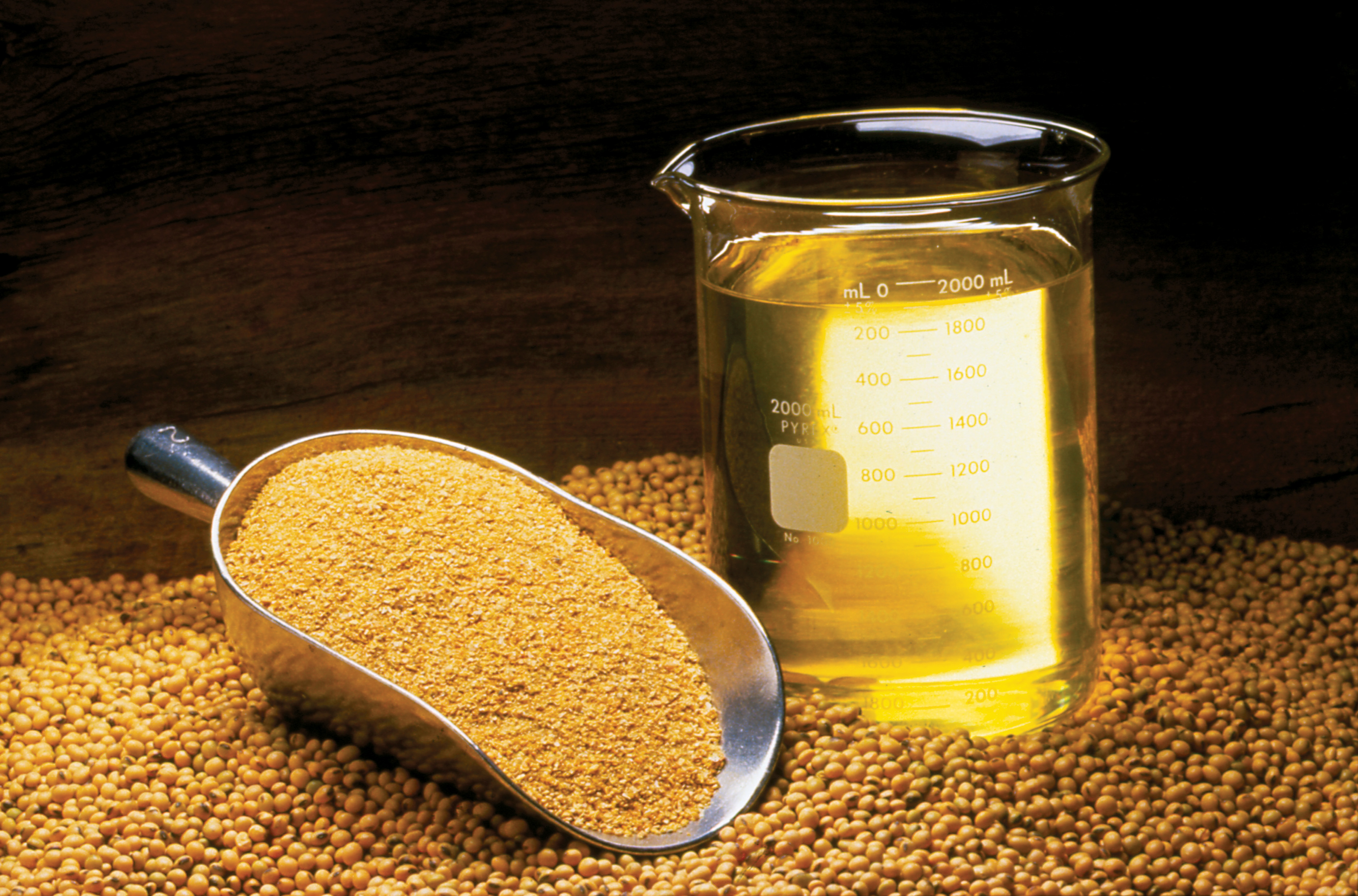
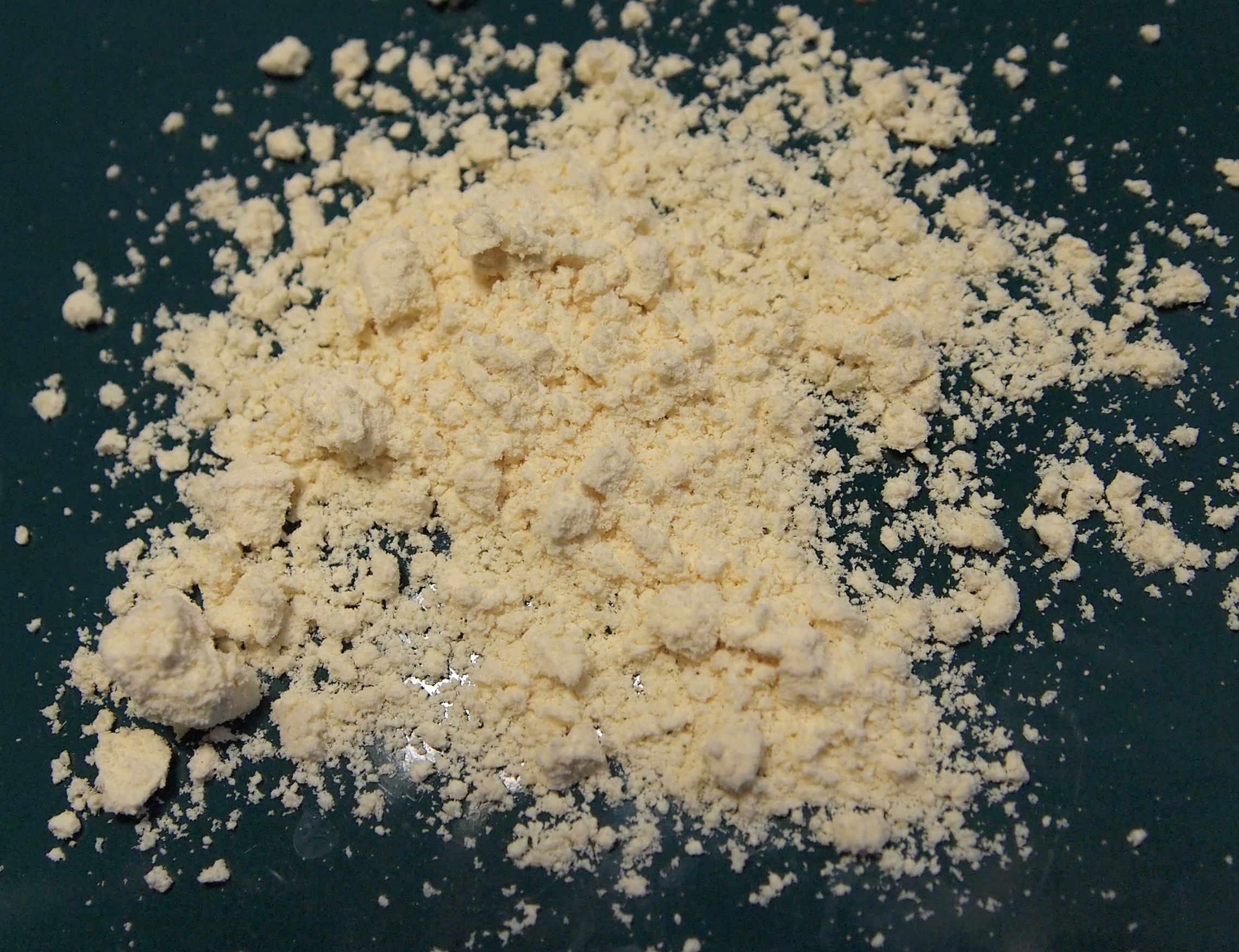